# Wyżnia Kapałkowa Ławka
Wyżnia Kapałkowa Ławka (słow. Vyšná Goralská štrbina, niem. Obere Dürrentalscharte, węg. Felső Szárazvölgyi csorba) – wąska przełęcz znajdująca się w górnej części Kapałkowej Grani w słowackiej części Tatr Wysokich. Na południowym wschodzie graniczy z Lodowym Zwornikiem, położonym w grani głównej Tatr, natomiast na północny zachód od niego znajduje się Kapałkowy Kopiniak. Przełęcz położona jest w pobliżu Kapałkowego Kopiniaka i jest pierwszym siodłem od góry grani.
Południowo-zachodnie stoki opadają z Wyżniej Kapałkowej Ławki i sąsiednich obiektów do Doliny Suchej Jaworowej, północno-wschodnie – do Doliny Śnieżnej. Do obu tych dolin opadają z przełęczy głębokie żleby, północny kończy się w obrębie Złotej Strągi – najwyższego piętra Doliny Śnieżnej. Na przełęcz nie prowadzą żadne szlaki turystyczne. Najdogodniejsze drogi dla taterników prowadzą z Ramienia Lodowego i żlebem z Doliny Suchej Jaworowej.
Dawniej przełęcz nazywana była Wyżnią Kapałkową Szczerbiną.
Pierwsze wejścia turystyczne:
- letnie – Gyula Komarnicki i Roman Komarnicki, 30 lipca 1909 r., przy przejściu granią,
- zimowe – Stefan Bernadzikiewicz, Stanisław Luxemburg i Wawrzyniec Żuławski, 24 kwietnia 1935 r.

Już wcześniej na Wyżnią Kapałkową Ławkę wchodzili myśliwi z Jurgowa.